# Éghezée
Éghezéelà một đô thị ở tỉnh Namur. Tại thời điểm ngày 1 tháng 1 năm 2006, đô thị này có dân số 14.347 người. Tổng diện tích là 102,81 km², với mật độ dân số 140 người trên mỗi km².